# Marburg
 Ovo je glavno značenje pojma Marburg. Za druga značenja pogledajte Marburg (razdvojba).
Marburg na Lahnu (njemački: Marburg an der Lahn) je njemački grad na obalama rijeke Lahn. Nalazi se u Hessenu i najpoznatiji je kao sveučilišni grad.
Gotički dvorac (8. – 15.st.) dominira starim dijelom grada u kojem su brojne crkve, među kojima se posebno ističe crkva sv. Elizabete Ugarske, koja je 1231. g. umrla u Marburgu. U gradu su Metalurški instituti, kemijska, prehrambena i drvna industrija te tvornice optičkih instrumenata.
U Marburgu je 1527. na incijativu Filipa, grofa od Hessena osnovano prvo protestantsko sveučilište u Njemačkoj.

## Vanjske poveznice
- Službena stranica

### Ostali projekti
|  | Zajednički poslužitelj ima još gradiva o temi Marburg |